# Chrysler VZ-6
Chrysler VZ-6 bylo americké letadlo VTOL postavené koncem 50. let 20. století na objednávku US Army společností Chrysler. Šlo o konstrukci se dvěma krytými vrtulemi v trupu. Stroj byl schopen vertikálního vzletu a přistání (VTOL), pohybovat se měl ve výšce maximálně 4 metry nad zemí.

## Vývoj
V roce 1956 oslovila US Army (konkrétně sekce Transportation Corps) letecké společnosti o návrhy na lehké víceúčelové vozidlo, které by kombinovalo všestrannost a operativní lehkost jeepu se schopností přeletět náročný nebo nesjízdný terén. Armádní činitelé si představovali jednoduchý a přitom robustní stroj („flying jeep“ nebo „aerial jeep“, létající jeep) schopný dopředného letu v malé výšce a režimu visení, který by po určitou dobu unesl 450 kg nákladu v letové hladině mezi 1,5–4 m. Návrhy vytvořilo vícero firem, z nich byly na začátku roku 1957 pro vývoj prototypů vybrány společnosti Curtiss-Wright, Piasecki Aircraft Corporation a Chrysler.
Firma Chrysler, po obdržení kontraktu od armády na stavbu dvou prototypů, dodala hotová letadla v roce 1958. Stroje měly výrobní čísla 58-5506 a 58-5507. Testy s připoutanými prototypy začaly počátkem roku 1959. Při vzletové hmotnosti kolem 1080 kg byly VZ-6 přetížené a nedostatečně výkonné. Oba stroje měly problémy se stabilitou. Po havárii jednoho z prototypů během letu (bez připoutání) bylo rozhodnuto o ukončení programu. Obě VZ-6 byly sešrotovány v roce 1960.

## Konstrukce
Letadlo VZ-6 mělo zaoblený obdélníkový tvar připomínající vznášedlo. Dvě třílisté, kryté, vodorovně orientované vrtule, poháněné jediným společným motorem o výkonu 370 kW, byly ve přední a zadní části, zapuštěné v plášti. Spodní okraj trupu lemovala gumová obruba (podobná manžetě u vznášedel), která napomáhala vrtulemi vytvářenému vztlaku. Pilot seděl na sedačce nalevo uprostřed mezi vrtulemi, napravo od něj se nacházel motor.

## Specifikace
Data z:

### Technické údaje
- Pohon: 1× pístový motor Lycoming; 370 kW
- Délka: 6,55 m
- Výška: 1,57 m
- Průměr vrtulí: 2×2,6 m
- Vzletová hmotnost: 1 080 kg
- Posádka: 1 pilot